# RSC Anderlecht in het seizoen 1979/80

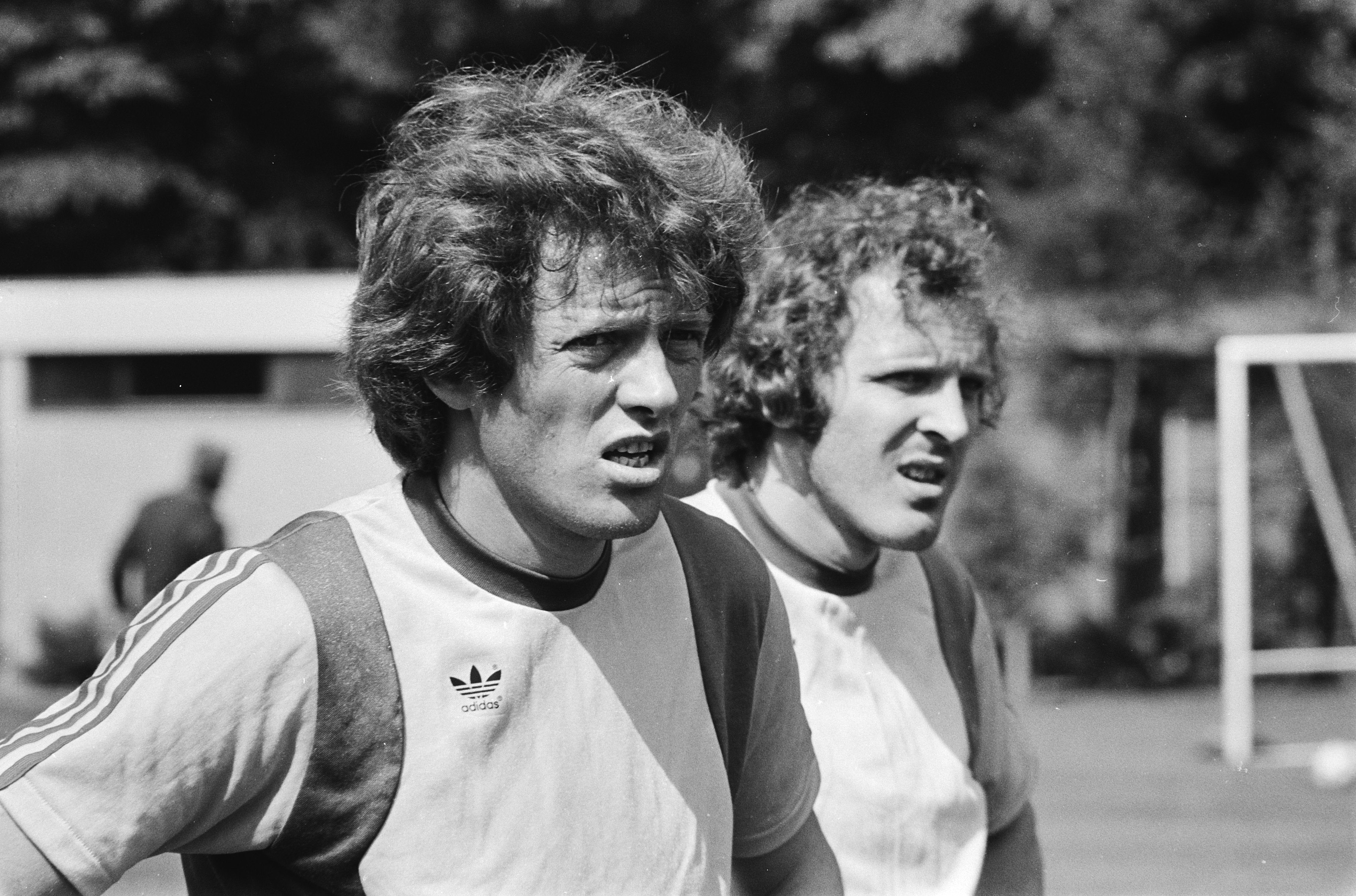
Ook Arie Haan kon Anderlecht in het seizoen 1979/80 niet op sleeptouw nemen.

RSC Anderlecht nam voor aanvang van het seizoen 1979/80 afscheid van de flamboyante Raymond Goethals. De Brusselaar had Anderlecht in drie seizoenen omgevormd tot een Europese topclub, maar won in eigen land nooit de titel. Het bestuur haalde daarom Urbain Braems terug. De trainer van KSC Lokeren was in 1974 al eens kampioen geworden met paars-wit.
De terugkeer van Braems was echter geen schot in de roos. De Oost-Vlaming deed in de competitie nooit mee om de titel en verloor de drie eerste competitiewedstrijden. Anderlecht sloot het seizoen af als vijfde. Het was nog maar de zesde keer sinds 1945 dat Anderlecht niet in de top 3 eindigde. Het werd hoe langer hoe meer duidelijk dat dit paars-wit aan vernieuwing en verjonging toe was.
In de beker stootte Anderlecht zonder veel moeite door tot de kwartfinale. Daarin namen de spelers van Braems het op tegen rivaal Standard Luik. In eigen huis raakte paars-wit niet voorbij de Rouches, het werd 1-1. In de terugwedstrijd won Standard met het kleinste verschil. Anderlecht was een heel seizoen lang ondermaats in de topwedstrijden. In de competitie verloor Anderlecht ook twee keer van latere kampioen Club Brugge en één keer van Standard (5-2).
Het Europese avontuur van de Brusselaars duurde evenmin lang. Dundee United schakelde Anderlecht in de eerste ronde van de UEFA Cup uit. Paars-wit wist in Schotland niet te scoren (0-0) en incasseerde vervolgens in eigen huis een laat tegendoelpunt (1-1).

## Spelerskern
| Naam                  | Nationaliteit | Geboortedatum | Vorige club                |
| --------------------- | ------------- | ------------- | -------------------------- |
| Keepers               |               |               |                            |
| Nico de Bree          | Nederland     | 16-09-1944    | 1973-1977 RWDM             |
| Friedrich Koncilia    | Oostenrijk    | 25-02-1948    | 1971-1978 SSW Innsbruck    |
| Jacky Munaron         | België        | 08-09-1956    | 1973-1974 FC Dinant        |
| Dirk Vekeman          | België        | 25-09-1960    | /                          |
| Verdedigers           |               |               |                            |
| Hugo Broos            | België        | 10-04-1952    | /                          |
| Michel De Groote      | België        | 18-10-1955    | 1977-1979 Club Luik        |
| Johnny Dusbaba        | Nederland     | 14-03-1956    | 1974-1977 Ajax             |
| Raymond Jaspers       | België        | 31-08-1954    | 1975-1979 FC Beringen      |
| Tony Rombouts         | België        | 14-10-1952    | 1975-1979 KFC Winterslag   |
| Gilbert Van Binst     | België        | 05-07-1951    | /                          |
| Middenvelders         |               |               |                            |
| Jean-Claude Bouvy     | Zaïre         | 19-05-1959    | 1976-1977 RE Virton        |
| Kris Ceuppens         | België        | 31-10-1959    | /                          |
| Ludo Coeck            | België        | 25-09-1955    | 1971-1972 Berchem Sport    |
| Dirk Fluyt            | België        | 08-08-1961    | /                          |
| Arie Haan             | Nederland     | 16-11-1948    | 1969-1975 Ajax             |
| Frank Vercauteren     | België        | 28-10-1956    | /                          |
| Aanvallers            |               |               |                            |
| Kenneth Brylle        | Denemarken    | 22-05-1959    | 1979 Vejle BK              |
| Gérard Deroy          | België        | 08-10-1959    | /                          |
| Didier Electeur       | België        | 07-09-1960    | /                          |
| Ronny Martens         | België        | 22-11-1958    | /                          |
| Benny Nielsen         | Denemarken    | 17-03-1951    | 1974-1977 RWDM             |
| Rob Rensenbrink       | Nederland     | 03-07-1947    | 1969-1971 Club Brugge      |
| François Van der Elst | België        | 01-12-1954    | /                          |
| Enrique Villalba      | Paraguay      | 02-05-1955    | 1974-1979 Olimpia Asunción |

| Munaron Van Binst Dusbaba * Jaspers De Groote Haan Coeck * Vercauteren Van der Elst Nielsen Rensenbrink |
| Meest gebruikte formatie. * Na de winterstop speelde Johnny Dusbaba deze positie kwijt aan Hugo Broos. De Nederlander werd vanaf dan als linksachter ingezet. Coeck miste de heenronde door blessureleed. Haan schoof dan naar het centrum, terwijl op rechts onder meer Kris Ceuppens en Benny Nielsen speelden. |

### Technische staf
|                 |                      |               |
| Functie         | Naam                 | Nationaliteit |
| Coach           | Urbain Braems (foto) | België        |
| Assistent-coach | Martin Lippens       | België        |
| Kinesitherapeut | Fernand Beeckman     | België        |

## Transfers

### Zomer
| Naam               | Nationaliteit | Van/naar             | Type        |
| ------------------ | ------------- | -------------------- | ----------- |
| Inkomend           |               |                      |             |
| Kenneth Brylle     | Denemarken    | Vejle BK             | Gekocht     |
| Michel De Groote   | België        | Club Luik            | Gekocht     |
| Gérard Deroy       | België        | RSC Anderlecht       | Eigen jeugd |
| Dirk Fluyt         | België        | RSC Anderlecht       | Eigen jeugd |
| Raymond Jaspers    | België        | FC Beringen          | Gekocht     |
| Tony Rombouts      | België        | FC Winterslag        | Gekocht     |
| Enrique Villalba   | Paraguay      | Olimpia Asunción     | Gekocht     |
| Uitgaand           |               |                      |             |
| Ruud Geels         | Nederland     | Sparta Rotterdam     | Verkocht    |
| Michel Lomme       | België        | Union Saint-Gilloise | Verkocht    |
| Jean Thissen       | België        | RCS Verviétois       | Verkocht    |
| Matthijs van Toorn | Nederland     | Club Luik            | Verkocht    |

### Winter
| Naam             | Nationaliteit | Van/naar          | Type     |
| ---------------- | ------------- | ----------------- | -------- |
| Uitgaand         |               |                   |          |
| Enrique Villalba | Paraguay      | Estudiantes Tecos | Verkocht |

## Competitie

### Overzicht
| Speeldag  | 1 | 2 | 3 | 4 | 5 | 6 | 7 | 8 | 9  | 10 | 11 | 12 | 13 | 14 | 15 | 16 | 17 | 18 | 19 | 20 | 21 | 22 | 23 | 24 | 25 | 26 | 27 | 28 | 29 | 30 | 31 | 32 | 33 | 34 |
| --------- | - | - | - | - | - | - | - | - | -- | -- | -- | -- | -- | -- | -- | -- | -- | -- | -- | -- | -- | -- | -- | -- | -- | -- | -- | -- | -- | -- | -- | -- | -- | -- |
| Resultaat | v | v | v | w | w | w | w | g | w  | v  | w  | g  | w  | v  | w  | v  | w  | w  | g  | w  | w  | w  | w  | v  | g  | v  | w  | w  | v  | v  | g  | g  | g  | w  |
| Punten    | 0 | 0 | 0 | 2 | 4 | 6 | 8 | 9 | 11 | 11 | 13 | 14 | 16 | 16 | 18 | 18 | 20 | 22 | 23 | 25 | 27 | 29 | 31 | 31 | 32 | 32 | 34 | 36 | 36 | 36 | 37 | 38 | 39 | 41 |

### Klassement
|         |    |                               | P  | W  | G  | V  | +  | -  | DS  | Ptn |
| ------- | -- | ----------------------------- | -- | -- | -- | -- | -- | -- | --- | --- |
| K       | 1  | Club Brugge KV                | 34 | 24 | 5  | 5  | 76 | 31 | 45  | 53  |
| (UEFA)  | 2  | R. Standard de Liège          | 34 | 20 | 9  | 5  | 80 | 31 | 49  | 49  |
| (UEFA)  | 3  | Racing White Daring Molenbeek | 34 | 19 | 10 | 5  | 57 | 28 | 29  | 48  |
| (UEFA)  | 4  | KSC Lokeren                   | 34 | 18 | 6  | 10 | 60 | 28 | 32  | 42  |
| (UEFA)  | 5  | RSC Anderlechtois             | 34 | 17 | 7  | 10 | 64 | 34 | 30  | 41  |
|         | 6  | K. Lierse SV                  | 34 | 18 | 4  | 12 | 72 | 43 | 29  | 40  |
| (beker) | 7  | K. Waterschei SV Thor Genk    | 34 | 14 | 9  | 11 | 50 | 39 | 11  | 37  |
|         | 8  | KFC Winterslag                | 34 | 12 | 11 | 11 | 35 | 62 | −27 | 35  |
|         | 9  | RFC Liégeois                  | 34 | 12 | 9  | 13 | 51 | 47 | 4   | 33  |
|         | 10 | KSV Cercle Brugge             | 34 | 13 | 6  | 15 | 51 | 60 | −9  | 32  |
|         | 11 | KSK Beveren                   | 34 | 11 | 10 | 13 | 34 | 45 | −11 | 32  |
|         | 12 | KSV Waregem                   | 34 | 10 | 11 | 13 | 33 | 42 | −9  | 31  |
|         | 13 | R. Antwerp FC                 | 34 | 10 | 8  | 16 | 42 | 49 | −7  | 28  |
|         | 14 | K. Beerschot VAV              | 34 | 8  | 11 | 15 | 37 | 52 | −15 | 27  |
|         | 15 | K. Beringen FC                | 34 | 9  | 8  | 17 | 34 | 51 | −17 | 26  |
|         | 16 | K. Berchem Sport              | 34 | 7  | 12 | 15 | 40 | 61 | −21 | 26  |
| D       | 17 | R. Charleroi SC               | 34 | 8  | 6  | 20 | 23 | 66 | −43 | 22  |
| D       | 18 | KSC Hasselt                   | 34 | 2  | 6  | 26 | 21 | 94 | −73 | 10  |

P: wedstrijden gespeeld, W: wedstrijden gewonnen, G: gelijke spelen, V: wedstrijden verloren, +: gescoorde doelpunten, -: doelpunten tegen, DS: doelsaldo, Ptn: totaal punten
K: kampioen, D: degradeert, (beker): bekerwinnaar, (UEFA): geplaatst voor UEFA-beker

## Afbeeldingen

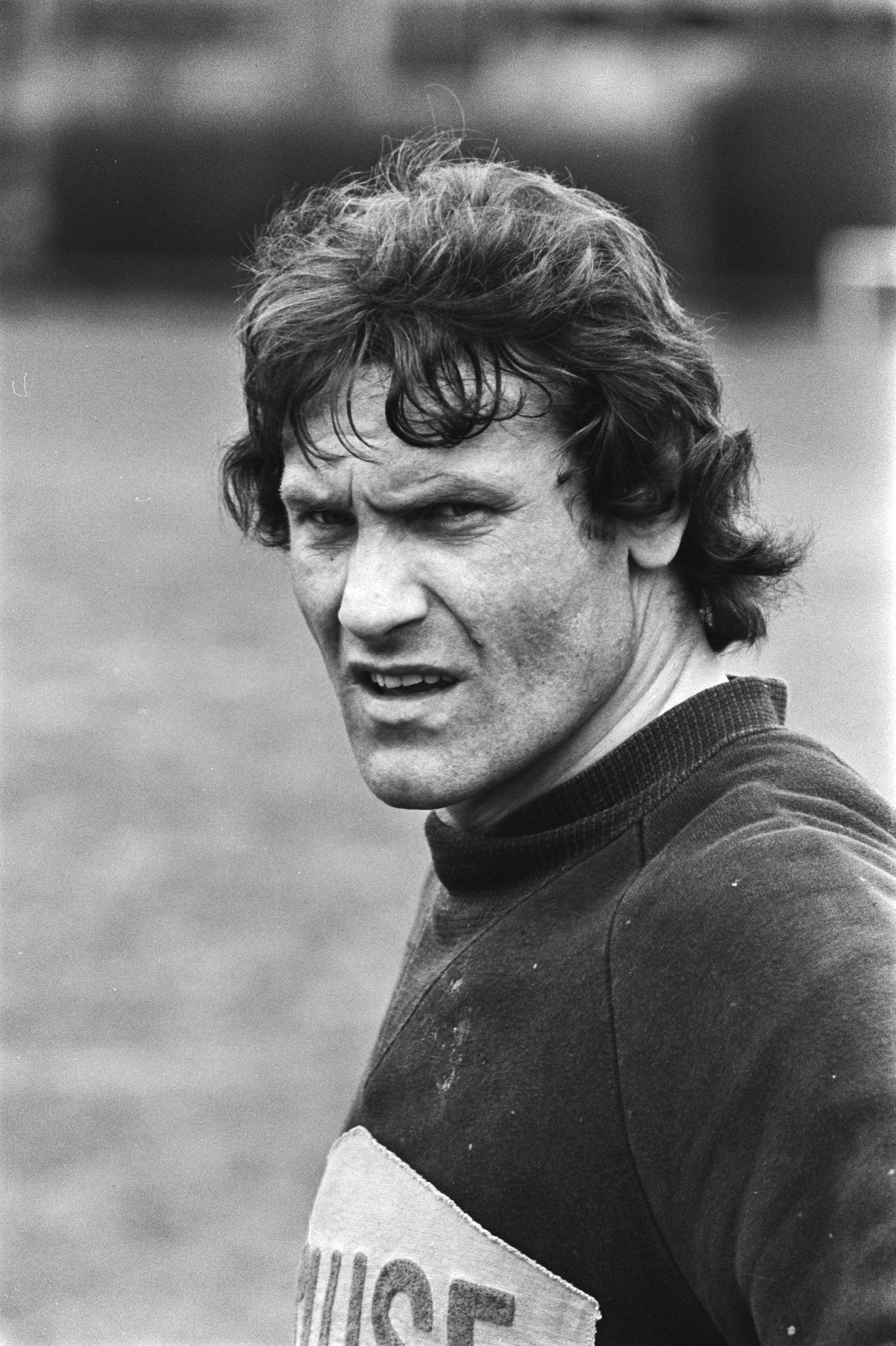
Nico de Bree (doelman)
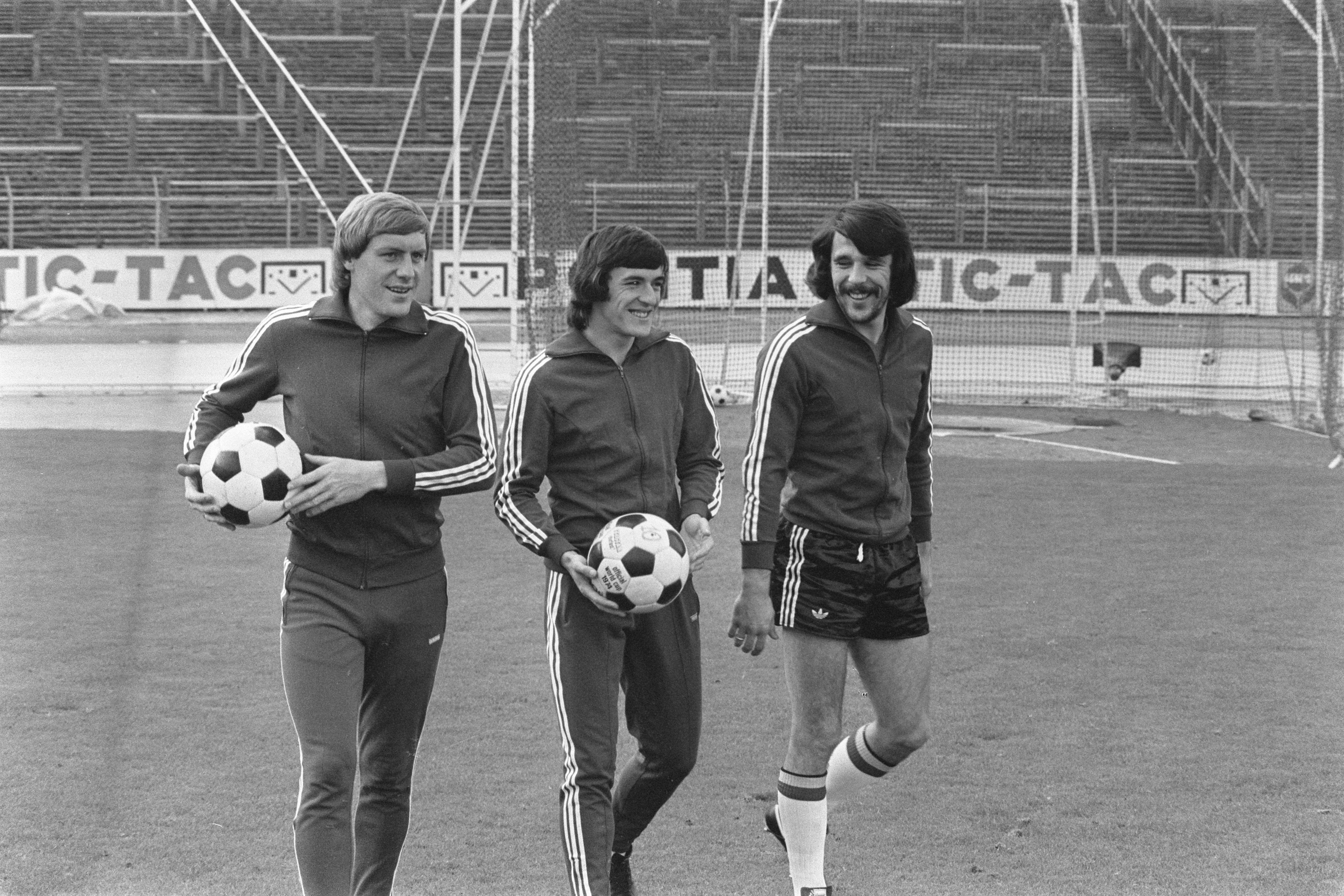
Hugo Broos (verdediger)
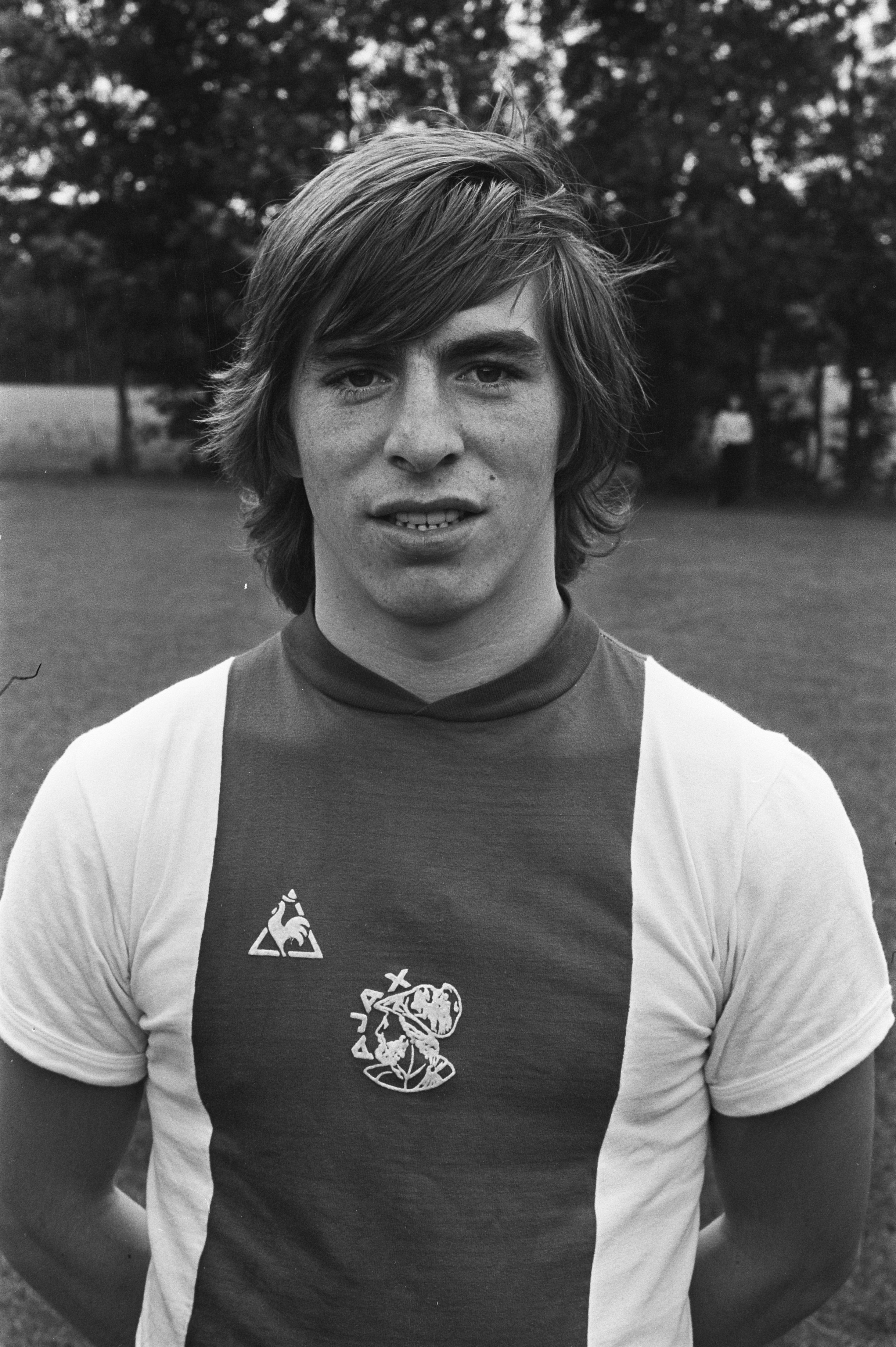
Johnny Dusbaba (verdediger)
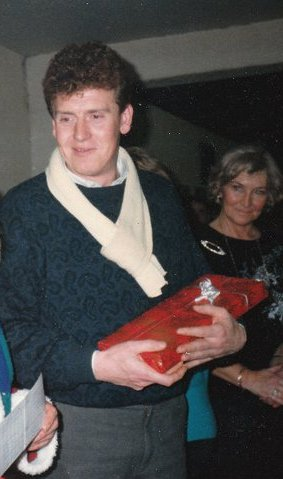
Tony Rombouts (verdediger)
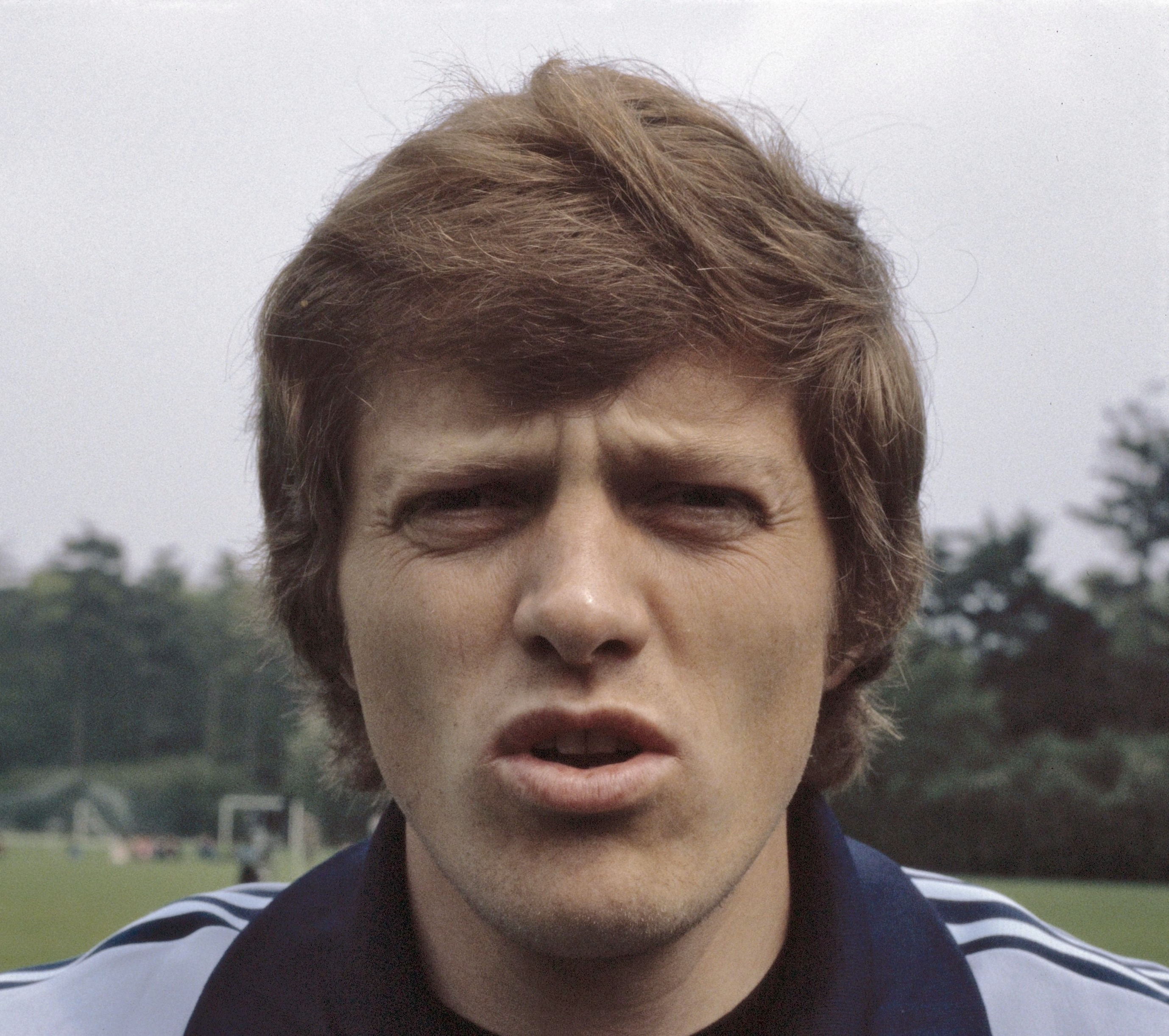
Arie Haan (middenvelder)
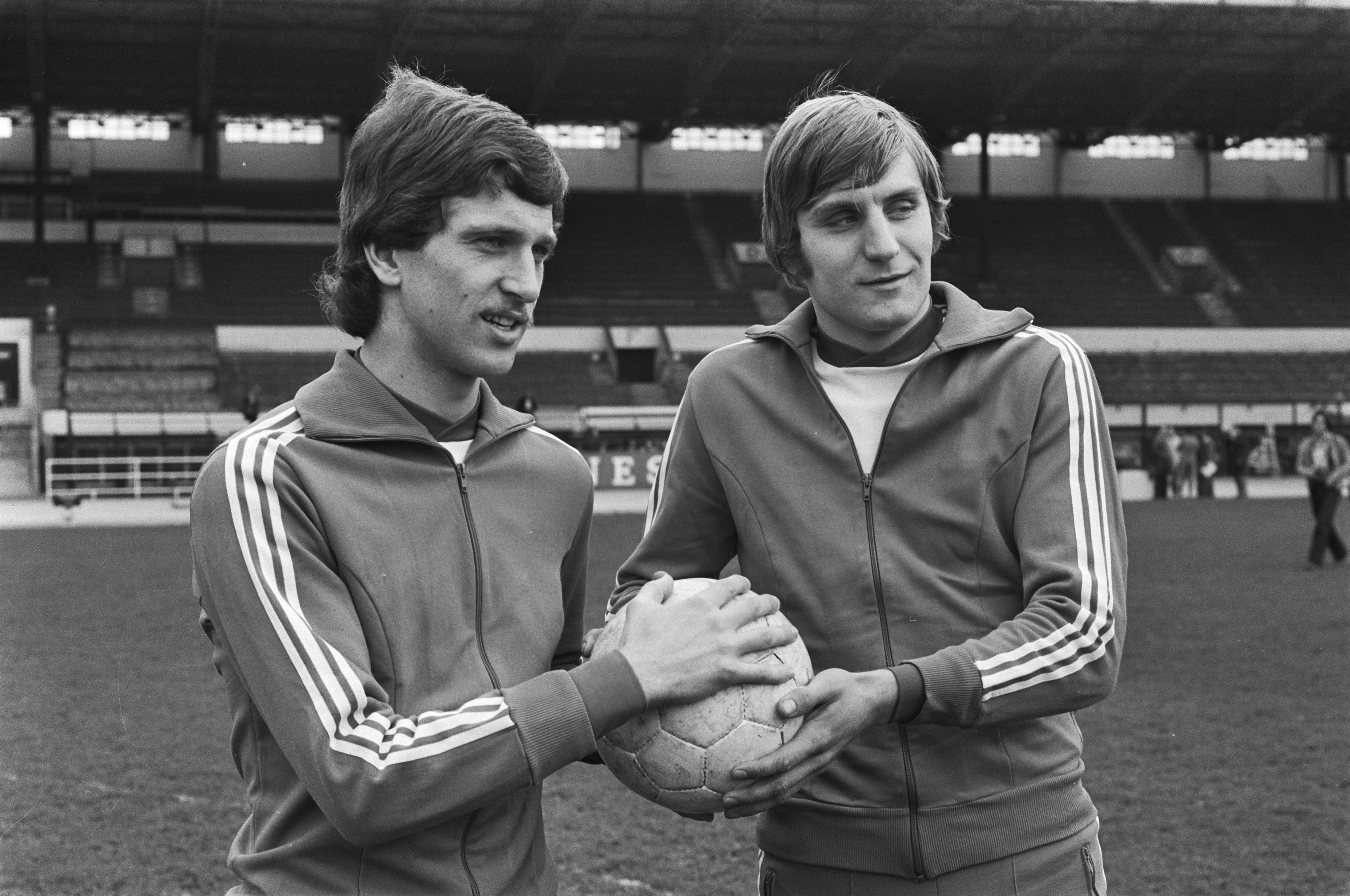
Ludo Coeck (middenvelder)
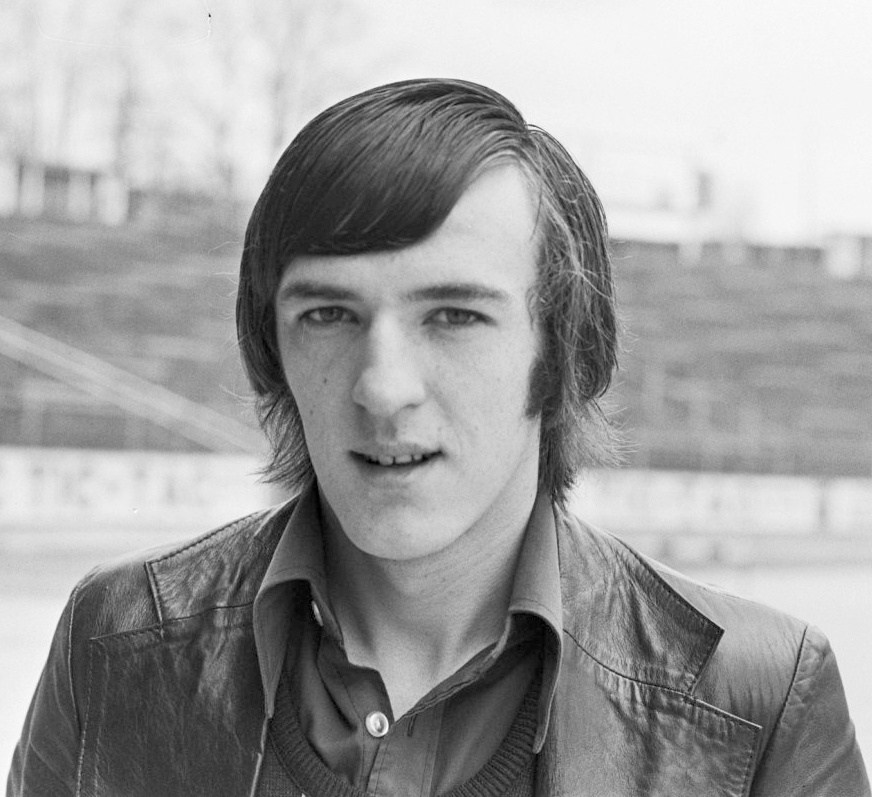
François Van der Elst (aanvaller)
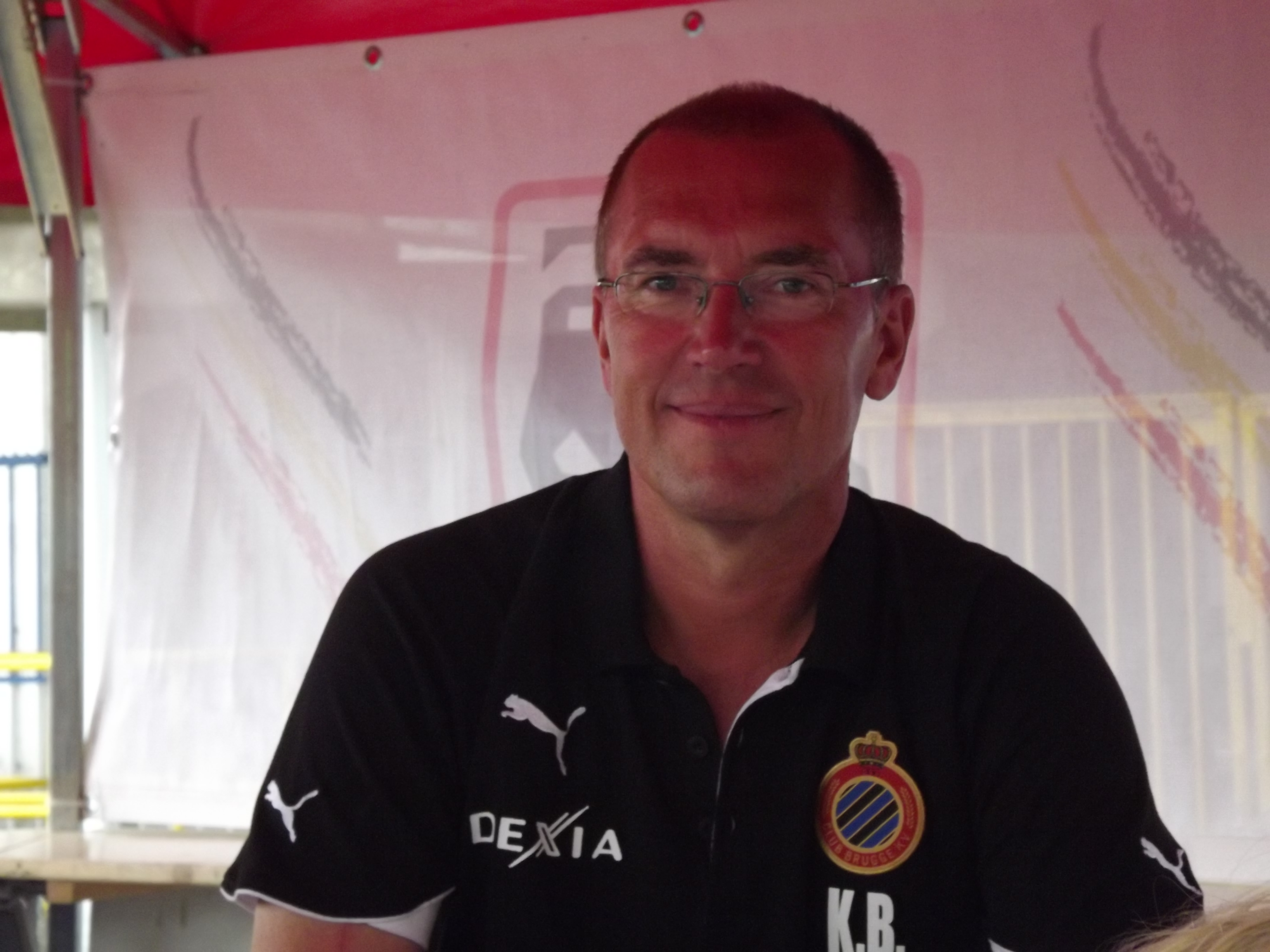
Kenneth Brylle (aanvaller)
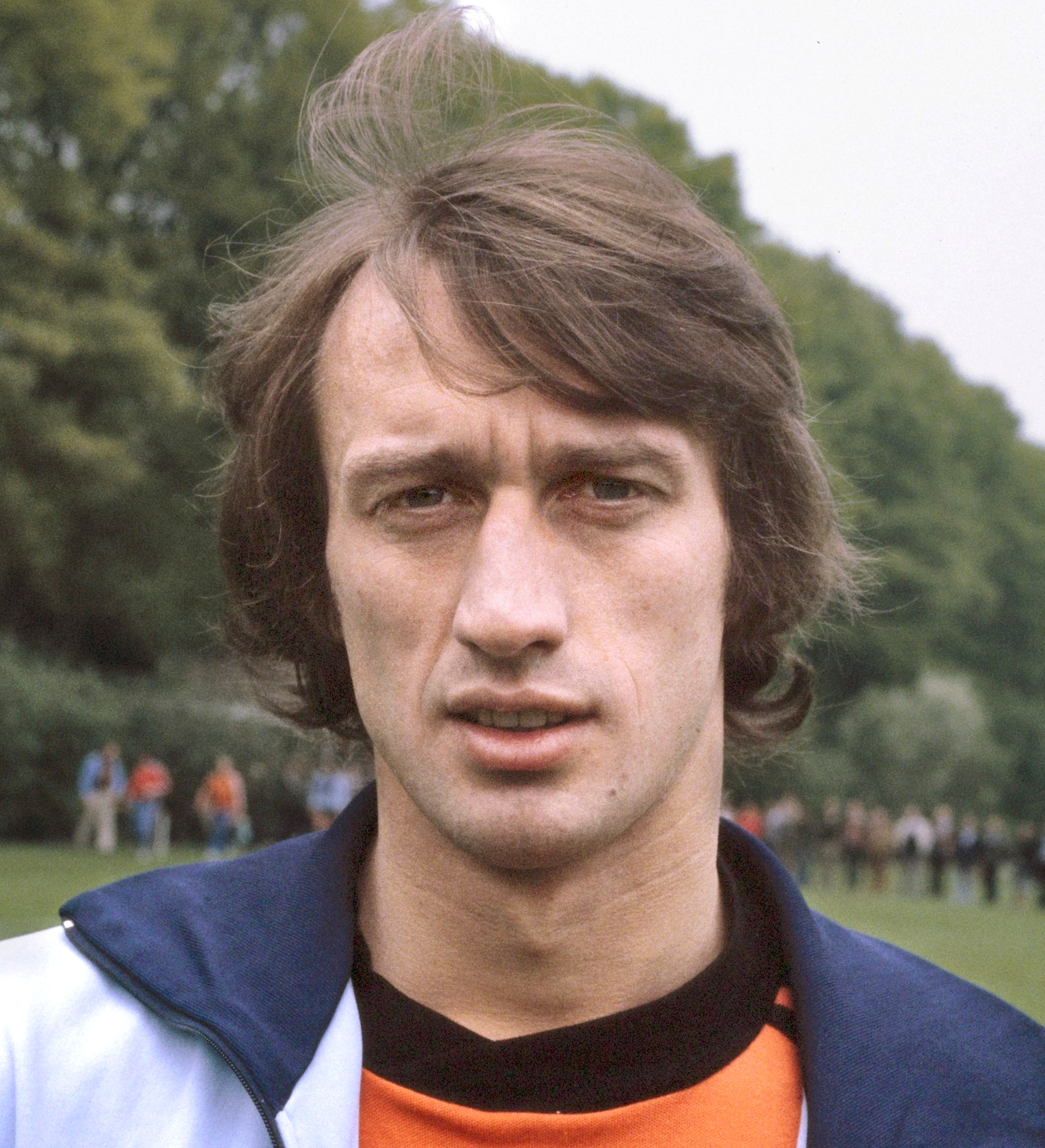
Rob Rensenbrink (aanvaller)